# Опочно (гміна)
Гміна Опочно (пол. Gmina Opoczno) — місько-сільська гміна у центральній Польщі. Належить до Опочинського повіту Лодзинського воєводства.
Станом на 31 грудня 2011 у гміні проживало 35435 осіб.

## Площа
Згідно з даними за 2007 рік площа гміни становила 190.45 км², у тому числі:
- орні землі: 69.00%
- ліси: 19.00%

Таким чином, площа гміни становить 18.33% площі повіту.

## Населення
Станом на 31 грудня 2011:
| Опис     | Загалом | Загалом | Чоловіки | Чоловіки | Жінки | Жінки |
| -------- | ------- | ------- | -------- | -------- | ----- | ----- |
| одиниця  | осіб    | %       | осіб     | %        | осіб  | %     |
| все      | 35435   | 100     | 17400    | 49.10    | 18035 | 50.90 |
| міське   | 22493   | 100     | 10946    | 48.66    | 11547 | 51.34 |
| сільське | 12942   | 100     | 6454     | 49.87    | 6488  | 50.13 |

## Сусідні гміни
Гміна Опочно межує з такими гмінами: Білачув, Ґельнюв, Ґоварчув, Джевиця, Іновлудз, Посвентне, Славно.